# František
František ist ein männlicher Vorname. Es wird auch die eingedeutschte Form Frantischek verwendet. Beide Formen sind selten auch als Familienname zu finden.

## Herkunft und Bedeutung
Der Name ist die tschechische beziehungsweise slowakische Form von Franz.

## Namensträger

### A
- František Albert (1856–1923), tschechischer Arzt und Erzähler

### B
- František Balej (1873–1918), tschechischer Jurist
- František Barát (* 1950), tschechischer Fußballspieler und -trainer
- František Bartoš (Komponist) (1905–1973), tschechischer Komponist
- František Bednář (1884–1963), tschechischer Pfarrer
- František Běhounek (1898–1973), tschechischer Physiker und Schriftsteller
- František Bílek (1872–1941), tschechischer Bildhauer und Grafiker
- František Bombic (* 1977), tschechischer Eishockeyspieler
- František Antonín Brabec (* 1954), tschechischer Kameramann, Filmregisseur und Drehbuchautor
- František Bragagnola (1927–2020), tschechischer Fußballspieler
- Emil František Burian (1904–1959), tschechischer Komponist, Dichter und Publizist

### C
- František Čáp (1913–1972), tschechoslowakischer Regisseur
- František Cejnar (1890–1950), tschechoslowakischer Fußballschiedsrichter
- František Ladislav Čelakovský (1799–1852), tschechischer Dichter und Übersetzer
- František Čermák (* 1976), tschechischer Tennisspieler
- František Černík (* 1953), tschechischer Eishockeyspieler
- František Chochola (1943–2022), tschechisch-deutscher Bildhauer, Illustrator und Medailleur
- František Chvalkovský (1885–1945), tschechischer Diplomat und Politiker
- František Cipro (1947–2023), tschechischer Fußballspieler und -trainer

### D
- František Douda (1908–1989), tschechischer Kugelstoßer
- František Drtikol (1883–1961), tschechischer Fotograf
- František Dvorník (1893–1975), tschechischer Theologe, Byzantinist und Kirchenhistoriker

### F
- Frantisek 15. Jahrhundert, Buchmaler am Hof zu Prag, siehe Frana (Buchmaler)
- František Dibarbora (1916–1987), tschechoslowakischer Schauspieler
- František Fadrhonc (1914–1981), niederländischer Fußballtrainer tschechischer Herkunft
- František Filipovský (1907–1993), tschechoslowakischer Schauspieler

### G
- František Gel (1901–1972), tschechischer Journalist
- František Gellner (1881–1914), tschechischer Dichter, Anarchist
- František Graus (1921–1989), tschechoslowakischer Historiker
- František Gregor (1938–2013), tschechoslowakischer Eishockeyspieler

### H
- František Halas (1901–1949), tschechischer Dichter
- František Vladislav Hek (1769–1847), tschechischer Dichter und Publizist
- František Hrubín (1910–1971), tschechischer Schriftsteller

### J
- František Jež (* 1970), tschechischer Skispringer
- František Junek (1907–1970), tschechoslowakischer Fußballspieler

### K
- František Kaberle senior (* 1951), tschechoslowakischer Eishockeyspieler
- František Kaberle junior (* 1973), tschechischer Eishockeyspieler
- František Kališ (* 1953), tschechoslowakischer Radsportler
- František Kaván (1866–1941), tschechischer Maler
- František Matouš Klácel (1808–1882), tschechischer Dichter
- František Kloz (1905–1945), tschechischer Fußballspieler
- František Kmoch (1848–1912), tschechischer Komponist und Dirigent
- František Kočvara (1740–1791), tschechischer Komponist
- František Komňacký (* 1951), tschechischer Fußballspieler
- František Kordač (1852–1934), Erzbischof von Prag
- František Korte (1895–1962), tschechischer Komponist
- František Kotlaba (1927–2020), tschechischer Botaniker und Mykologe
- František Kožík (1909–1997), tschechischer Schriftsteller
- František Křelina (1903–1976), tschechischer Schriftsteller, Dichter, Dramaturg und Pädagoge
- František Křižík (1847–1941), tschechischer Techniker, Industrieller und Erfinder
- František Kubka (1894–1969), tschechischer Journalist, Schriftsteller, Übersetzer und Politiker
- František Kučera (* 1968), tschechischer Eishockeyspieler
- František Kunzo (Fußballspieler, 1954) (* 1954), slowakischer Fußballspieler
- František Kupka (1871–1957), tschechischer Maler
- František Kutnar (1903–1983), tschechischer Historiker

### L
- František Langer (1888–1965), tschechischer Schriftsteller
- František Laurinec (* 1951), slowakischer Fußballfunktionär
- František Listopad (1921–2017), tschechischer und portugiesischer Schriftsteller
- František Lobkowicz (1948–2022), tschechischer Ordensgeistlicher, Bischof von Ostrau-Troppau

### M
- František Mareš (1857–1942), tschechischer Politiker, Physiologe, Philosoph
- František Adam Míča (1746–1811), tschechischer Komponist
- František Mikloško (* 1947), slowakischer Politiker

### N
- František Nepil (1929–1995), tschechischer Schriftsteller

### P
- František Palacký (1798–1876), tschechischer Historiker und Politiker
- František Plánička (1904–1996), tschechischer Fußballspieler
- František Plass (1944–2022), tschechoslowakischer bzw. tschechischer Fußballspieler und -trainer
- František Pospíšil (* 1944), tschechischer Eishockeyspieler
- František Procházka (Eishockeyspieler) (1962–2012), tschechischer Eishockeyspieler

### R
- František Raboň (Radsportler, 1959) (* 1959), tschechoslowakischer Radrennfahrer
- František Raboň (Radsportler, 1983) (* 1983), tschechischer Radrennfahrer
- František Radkovský (* 1939), tschechischer Geistlicher, Bischof von Pilsen
- František Rajtoral (1986–2017), tschechischer Fußballspieler
- František Rauch (1910–1996), tschechischer Pianist und Musikpädagoge
- František Ladislav Rieger (1818–1903), tschechischer Politiker und Publizist
- František Rint, tschechischer Holzschnitzer und Tischler

### S
- František Šebek (1814–1862), böhmischer Baumeister und Politiker, siehe Franz Schebek
- František Škroup (1801–1862), tschechischer Komponist und Dirigent
- František Sláma (Musiker) (1923–2004), tschechischer Kammermusiker
- František Štambacher (* 1953), tschechoslowakischer Fußballspieler
- František Šterc (1912–1978), tschechoslowakischer Fußballspieler
- František Straka (* 1958), tschechischer Fußballspieler und -trainer
- František Svoboda (1905–1948), tschechischer Fußballspieler

### T
- František Tikal (1933–2008), tschechoslowakischer Eishockeyspieler
- František Tokár (1925–1993), slowakischer Tischtennisspieler
- František Tomášek (1899–1992), tschechischer Geistlicher, Erzbischof von Prag
- František Vincenc Tuček (1755–1820), tschechischer Sänger, Dirigent und Komponist, siehe Vincenc Tuček
- František Ignác Tůma (1704–1774), tschechischer Komponist

### V
- František Vaňák (1916–1991), Erzbischof von Olmütz
- František Ventura (1894–1969), tschechoslowakischer Springreiter
- František Veselý (Fußballspieler, 1943) (1943–2009), tschechischer Fußballspieler
- František Veselý (Fußballspieler, 1969) (* 1969), tschechischer Fußballspieler
- František Vláčil (1924–1999), tschechischer Regisseur
- František Výborný (* 1953), tschechischer Eishockeytrainer

### W
- František Wende (1904–1968), tschechoslowakischer Skispringer und Nordischer Kombinierer
- František Wirth (1915–2003), tschechoslowakischer Turner

### Z
- František Alexandr Zach (1807–1892), tschechischer Militärtheoretiker und General